# Allview
Allview – rumuńskie przedsiębiorstwo sprowadzające i sprzedające pod własną marką chińską elektronikę użytkową oraz elektryczne samochody, marka handlowa firmy Visual Fan z siedzibą w Braszowie, działającej od 2002 roku. 

## Działalność
Przedsiębiorstwo Allview założone zostało w 2002 roku w rumuńskim Braszowie, w ciągu pierwszych lat działalności koncentrując się na sprzedaży telewizorów i odtwarzaczy DVD, by w 2008 roku zastąpić je telefonami komórkowymi. Wtedy też "Allview" zostało zredukowane do roli marki handlowej, a koordynacją przedsięwzięcia zajęło się Visual Fan. W kolejnych latach Allview budowało swoją pozycję na sprzedaży sprowadzając chińskie telefony i smartfony od producentów licencjonujących swoje produkty na zasadzie OEM, pod koniec 2015 roku stając się drugim najpopularniejszym sprzedawcą tego sprzętu w Rumunii po Samsungu.
Pod koniec 2023 roku Allview zdecydowało się zaadaptować swoją politykę także do chińskich samochodów elektrycznych, przedstawiając mikrosamochód BAW Yuanbao pod własną marką i nazwą jako Allview CityZEN z zamiarem sprzedaży na rodzimym rynku rumuńskim.

## Modele samochodów

### Obecnie produkowane
- CityZEN